# Pentathlon moderno ai Giochi della XXXIII Olimpiade - Gara femminile
La competizione del pentathlon moderno femminile dei Giochi della XXXIII Olimpiade si è svolta dall'otto all'11 agosto 2024 a Parigi presso l'Arena Paris Nord (scherma) e la Reggia di Versailles (nuoto, equitazione, tiro a segno e corsa).

## Risultati

### Semifinale A
| Class | Atleta                 | Paese         | Nuoto Tempo (p.) | Scherma Vittorie (p.) | Equitazione Tempo (p.) | Laser Run Tempo (p.) | Totale  |
| ----- | ---------------------- | ------------- | ---------------- | --------------------- | ---------------------- | -------------------- | ------- |
| 1     | Kerenza Bryson         | Gran Bretagna | 2'20"92 (269)    | 21+4 (234)            | 59"83 (300)            | 11'41"88 (599)       | 1402 Q, |
| 2     | Elena Micheli          | Italia        | 2'10"63 (289)    | 19+4 (224)            | 59"19 (300)            | 11'52"10 (588)       | 1401 Q  |
| 3     | Alice Sotero           | Italia        | 2'10"24 (290)    | 12+8 (193)            | 59"84 (300)            | 11'22"83 (618)       | 1401 Q  |
| 4     | Seong Seung-min        | Corea del Sud | 2'12"44 (286)    | 20+0 (225)            | 58"59 (293)            | 11'44"13 (596)       | 1400 Q  |
| 5     | Kate French            | Gran Bretagna | 2'15"56 (279)    | 23+0 (240)            | 60"65 (293)            | 11'54"55 (586)       | 1398 Q  |
| 6     | Lucie Hlaváčková       | Rep. Ceca     | 2'19"46 (272)    | 16+2 (207)            | 62"24 (300)            | 11'24"77 (616)       | 1395 Q  |
| 7     | Marie Oteiza           | Francia       | 2'15"92 (279)    | 21+3 (232)            | 58"11 (300)            | 11'56"83 (584)       | 1395 Q  |
| 8     | Malak Ismail           | Egitto        | 2'15"70 (279)    | 17+6 (216)            | 59"20 (286)            | 11'30"82 (610)       | 1391 Q  |
| 9     | Laura Asadauskaitė     | Lituania      | 2'23"71 (263)    | 16+0 (205)            | 65"61 (291)            | 11'10"90 (630)       | 1389 Q  |
| 10    | Annika Zillekens       | Germania      | 2'18"88 (273)    | 17+0 (210)            | 71"56 (275)            | 11'11"93 (629)       | 1387 Q  |
| 11    | Mayan Oliver           | Messico       | 2'26"21 (258)    | 18+0 (215)            | 57"30 (300)            | 11'27"41 (613)       | 1386    |
| 12    | Marlena Jawaid         | Svezia        | 2'20"65 (269)    | 18+0 (215)            | 66"82 (290)            | 12'09"81 (571)       | 1345    |
| 13    | Genevieve van Rensburg | Australia     | 2'11"61 (287)    | 18+4 (219)            | 69"01 (273)            | 12'37"73 (543)       | 1322    |
| 14    | Jessica Savner         | Stati Uniti   | 2'27"61 (255)    | 16+4 (209)            | 54"99 (293)            | 12'27"42 (553)       | 1310    |
| 15    | Yelena Potapenko       | Kazakistan    | 2'16"67 (277)    | 15+0 (200)            | 53"88 (279)            | 12'35"18 (545)       | 1301    |
| 16    | Isabela Abreu          | Brasile       | 2'25"63 (259)    | 10+0 (175)            | 68"05 (288)            | 12'22"30 (558)       | 1280    |
| 17    | Salma Abdelmaksoud     | Egitto        | 2'13"55 (283)    | 16+0 (205)            | NF                     | 11'44"31 (596)       | 1084    |
| 18    | Rebecca Langrehr       | Germania      | 2'19"58 (271)    | 18+0 (215)            | NP                     | 12'44"33 (536)       | 1022    |

### Semifinale B
| Class | Atleta                | Paese         | Nuoto Tempo (p.) | Scherma Vittorie (p.) | Equitazione Tempo (p.) | Laser Run Tempo (p.) | Totale |
| ----- | --------------------- | ------------- | ---------------- | --------------------- | ---------------------- | -------------------- | ------ |
| 1     | Élodie Clouvel        | Francia       | 2'12"74 (285)    | 27+4 (264)            | 61"01 (300)            | 12'17"92 (563)       | 1398 Q |
| 2     | Laura Heredia         | Spagna        | 2'21"47 (268)    | 17+4 (214)            | 63"02 (300)            | 11'25"00 (615)       | 1397 Q |
| 3     | Michelle Gulyás       | Ungheria      | 2'10"39 (290)    | 24+2 (247)            | 58"66 (300)            | 12'06"06 (574)       | 1397 Q |
| 4     | Blanka Guzi           | Ungheria      | 2'16"93 (277)    | 15+0 (200)            | 58"61 (293)            | 11'20"80 (620)       | 1397 Q |
| 5     | Kim Sun-woo           | Corea del Sud | 2'14"44 (282)    | 19+0 (220)            | 60"91 (293)            | 11'46"64 (594)       | 1396 Q |
| 6     | Gintarė Venčkauskaitė | Lituania      | 2'19"15 (272)    | 16+0 (205)            | 59"65 (300)            | 11'25"30 (615)       | 1392 Q |
| 7     | İlke Özyüksel         | Turchia       | 2'16"50 (277)    | 16+4 (209)            | 56"29 (300)            | 11'34"68 (606)       | 1392 Q |
| 8     | Zhang Mingyu          | Cina          | 2'14"72 (281)    | 20+2 (227)            | 59"71 (300)            | 11'59"61 (581)       | 1389 Q |
| 9     | Anna Jurt             | Svizzera      | 2'29"44 (252)    | 17+2 (212)            | 61"87 (286)            | 11'07"63 (633)       | 1383 Q |
| 10    | Valeriya Permykina    | Ucraina       | 2'19"78 (271)    | 15+4 (204)            | 66"91 (297)            | 11'35"69 (605)       | 1377   |
| 11    | Anna Maliszewska      | Polonia       | 2'18"56 (273)    | 16+0 (205)            | 59"27 (293)            | 11'38"96 (602)       | 1373   |
| 12    | Misaki Uchida         | Giappone      | 2'08"56 (293)    | 15+0 (200)            | 58"25 (293)            | 12'10"13 (570)       | 1356   |
| 13    | Natalia Dominiak      | Polonia       | 2'16"84 (277)    | 14+0 (195)            | 67"56 (286)            | 12'09"40 (571)       | 1329   |
| 14    | Veronika Novotná      | Rep. Ceca     | 2'20"97 (269)    | 22+2 (237)            | 57"70 (293)            | 13'03"98 (517)       | 1316   |
| 15    | Alise Fakhrutdinova   | Uzbekistan    | 2'21"30 (268)    | 19+2 (222)            | 58"48 (293)            | 12'58"08 (522)       | 1305   |
| 16    | Sophia Hernández      | Guatemala     | 2'22"83 (265)    | 15+2 (202)            | 58"23 (293)            | 12'45"04 (535)       | 1295   |
| 17    | Sol Naranjo           | Ecuador       | 2'38"78 (233)    | 13+0 (190)            | 56"68 (293)            | 12'24"75 (556)       | 1272   |
| 18    | Mariana Arceo         | Messico       | 2'15"78 (279)    | 12+8 (193)            | NF                     | 11'38"41 (602)       | 1074   |

### Finale
Il miglior risultato di ciascun evento è evidenziato in grassetto.
| Class   | Atleta                | Paese         | Nuoto Tempo (p.) | Scherma Vittorie (p.) | Equitazione Tempo (p.) | Laser Run Tempo (p.) | Totale |
| ------- | --------------------- | ------------- | ---------------- | --------------------- | ---------------------- | -------------------- | ------ |
| Oro     | Michelle Gulyás       | Ungheria      | 2'12"44 (286)    | 24+0 (245)            | 62"69 (300)            | 11'10"01 (630)       | 1461   |
| Argento | Élodie Clouvel        | Francia       | 2'11"64 (287)    | 27+4 (260)            | 60"71 (293)            | 11'32"35 (608)       | 1452   |
| Bronzo  | Seong Seung-min       | Corea del Sud | 2'11"47 (288)    | 20+0 (225)            | 62"01 (300)            | 11'12"87 (628)       | 1441   |
| 4       | Blanka Guzi           | Ungheria      | 2'16"25 (278)    | 15+0 (200)            | 56"52 (300)            | 10'45"48 (655)       | 1433   |
| 5       | Elena Micheli         | Italia        | 2'12"47 (286)    | 19+12 (220)           | 56"82 (293)            | 11'27"86 (616)       | 1424   |
| 6       | İlke Özyüksel         | Turchia       | 2'15"48 (280)    | 16+0 (205)            | 58"94 (293)            | 10'58"20 (642)       | 1420   |
| 7       | Gintarė Venčkauskaitė | Lituania      | 2'18"16 (274)    | 16+0 (205)            | 58"98 (300)            | 11'00"31 (640)       | 1419   |
| 8       | Kim Sun-woo           | Corea del Sud | 2'17"67 (275)    | 19+2 (220)            | 59"12 (286)            | 11'13"92 (627)       | 1410   |
| 9       | Kerenza Bryson        | Gran Bretagna | 2'21"77 (267)    | 21+0 (230)            | 62"27 (286)            | 11'19"12 (621)       | 1404   |
| 10      | Lucie Hlaváčková      | Rep. Ceca     | 2'20"54 (269)    | 16+4 (205)            | 59"85 (293)            | 11'08"44 (632)       | 1403   |
| 11      | Anna Jurt             | Svizzera      | 2'28"96 (253)    | 17+0 (210)            | 60"72 (300)            | 11'00"82 (640)       | 1403   |
| 12      | Malak Ismail          | Egitto        | 2'16"94 (277)    | 17+2 (210)            | 60"07 (293)            | 11'27"35 (613)       | 1395   |
| 13      | Alice Sotero          | Italia        | 2'09"93 (291)    | 12+6 (185)            | 57"61 (300)            | 11'33"81 (607)       | 1389   |
| 14      | Zhang Mingyu          | Cina          | 2'17"66 (275)    | 20+0 (225)            | 60"93 (300)            | 11'54"40 (586)       | 1386   |
| 15      | Annika Zillekens      | Germania      | 2'20"71 (269)    | 17+2 (210)            | 56"69 (300)            | 11'45"71 (595)       | 1376   |
| 16      | Laura Asadauskaitė    | Lituania      | 2'24"52 (261)    | 16+2 (205)            | 57"86 (293)            | 11'32"07 (608)       | 1369   |
| 17      | Laura Heredia         | Spagna        | 2'24"14 (262)    | 17+2 (210)            | NF                     | 10'50"73 (650)       | 1124   |
| 18      | Marie Oteiza          | Francia       | 2'16"84 (277)    | 21+0 (230)            | NF                     | 12'10"05 (570)       | 1077   |